# Gare d'Utsunomiya
La gare d'Utsunomiya (宇都宮駅, Utsunomiya-eki) est une gare ferroviaire de la ville d'Utsunomiya, dans la préfecture de Tochigi au Japon.
C’est une gare de la East Japan Railway Company (JR East) desservie notamment par le Shinkansen.

## Situation ferroviaire
Gare de bifurcation, elle est située au point kilométrique (PK) 109,5 de la ligne principale Tōhoku et au PK 109,0 de la ligne Shinkansen Tōhoku. Elle marque le début de la ligne Nikkō.

## Histoire
La gare de Utsunomiya a été inaugurée le 16 juillet 1885. Elle est desservie par la ligne Shinkansen Tōhoku depuis le 23 juin 1982.

## Service des voyageurs

### Accueil
La gare dispose d'un bâtiment voyageurs, avec guichets, ouvert tous les jours.

### Desserte
- Voie 1 : 
  - Ligne Shinkansen Tōhoku direction Nasushiobara, Fukushima, Sendai et Morioka
  - Ligne Shinkansen Yamagata direction Yamagata et Shinjō
- Voie 4 : Lignes Shinkansen Tōhoku et Yamagata direction Tokyo
- Voie 5 : Ligne Nikkō direction Kanuma, Imaichi et Nikkō
- Voie 7 à 10 : 
  - Ligne principale Tōhoku (ligne Utsunomiya) direction Yaita, Nasushiobara et Kuroiso / direction Oyama, Ōmiya et Ueno
  - Ligne Shōnan-Shinjuku direction Shinjuku et Yokohama

### Intermodalité
Le métro léger d'Utsunomiya a son terminus à la sortie est de la gare.